# Boobookkauz

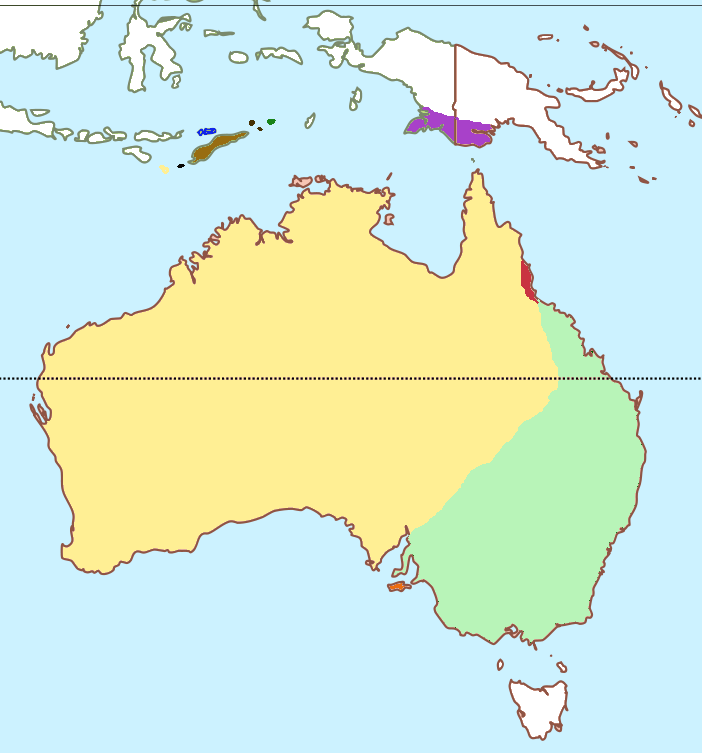
Verbreitung der Unterarten

Der Boobookkauz (Ninox boobook) ist eine Eulenart aus der Gattung der Buschkäuze. Er bewohnt Australien sowie das benachbarte Südostasien.

## Beschreibung
Die Länge beträgt 25 bis 36 Zentimeter bei einem Gewicht von 146 bis 360 Gramm, wobei das Weibchen etwa 65 Gramm schwerer ist als das Männchen. In warmen Gegenden sind die Vögel allgemein kleiner. Die Gefiederfärbung ist sehr variabel mit helleren Wüsten- und dunkleren Waldformen. Die Oberseite ist hell- bis dunkelbraun mit unregelmäßiger heller oder weißer Fleckung auf den Flügeldecken und einem undeutlichen weißlichen Schulterband. Die Hand- und Armschwingen sind rotbraun und dunkelbraun gebändert. Die Kehle ist weiß, die restliche Unterseite weißlich mit breitem rotbraunem Streifen und Querbändern. Die Augen sind hell grünlich gelb, der Schnabel ist bläulich grau. Die befiederten Beine sind bräunlich grau, die hornfarbenen Krallen haben eine dunkle Spitze.

## Lebensweise
Die anpassungsfähige Art bewohnt Wälder, Obstgärten, Parks und Alleen, auch in Vorstädten. Im tropischen Regenwald fehlt sie. Obwohl sie meist in tieferen Regionen vorkommt, steigt sie auf Timor bis in 2300 Meter Höhe auf. So findet der Kauz sich in den Nebelwäldern am Berg Foho Taroman (1730 m). Seine Nahrung bilden vorwiegend Insekten und andere Arthropoden, lediglich zur Brutzeit erbeutet er auch kleine Vögel und Mäuse. Meist jagt er vom Ansitz aus, er fängt Insekten aber auch bei Jagdflügen.

## Stimme
Der Boobookkauz hat seinen lautmalerischen Artnamen von dem kurzen, zweitönigen Doppelruf buu-buuk,  bei dem der zweite Ton tiefer ist als der erste. Jeder Ton ist 0,25 Sekunden lang mit einer Zwischenpause von einer halben Sekunde. Der Doppelruf wird in ein oder zwei Minuten etwa zwanzigmal wiederholt.

## Verbreitung
Der Boobookkauz kommt zahlreich im größten Teil Australiens sowie im Osten der Kleinen Sundainseln und im südlichen Neuguinea vor. Die formenreiche Art ist die häufigste Eule Australiens.

## Geographische Unterschiede
Die Nominatform N. b. boobook bewohnt South Australia, Queensland und Victoria. Im tropischen Norden, Westen und Süden Australiens sowie auf Sawu kommt die hellere und sandbraune, unten gelbbraun gestreifte N. b. ocellata vor. N. b. rotensis auf Roti ist kleiner und hat einen abweichenden Ruf. N. b. fusca auf Timor, Romang und Leti ist oben dunkel graubraun und unten stark gefleckt. N. b. plesseni auf Alor ist klein, ähnlich wie fusca gefärbt und auf der ganzen Oberseite mit weißen und hellbraunen Flecken gezeichnet. N. b. moae auf Moa ist dunkler als ocellata. N. b. cinnamomina auf den
Topa- und Babar-Inseln ist oben tief zimtbraun und unten stark zimtbraun gestreift. N. b. remigialis auf den Kei-Inseln  ähnelt moae, ist aber auf den Schwingen weniger deutlich gebändert. N. b. pusillae im Tiefland von Süd-Neuguinea erinnert an ocellata, ist aber deutlich kleiner.